# Gli eroi di cartone
Gli eroi di cartone è stato un programma televisivo di cartoni animati italiano scritto e diretto da Nicoletta Artom e andato in onda fra la primavera del 1970 ed il 1973 di martedì alle 18.15 sul Programma Nazionale della Rai nello spazio televisivo della Tv dei ragazzi.

## Storia del programma
La trasmissione si sviluppò in tre stagioni, con un conduttore diverso per ogni stagione: Lucio Dalla dal 1970 al 1971; Francesco Mulè dal 1971 al 1972 e Roberto Galve dal 1972 al 1973.
La prima stagione esordì con una monografia su Charlie Brown. Il successo portò gli autori Artom e Rondolino, insieme a Sergio Trinchero, a ripensare al taglio del programma, inizialmente nato come semplice "contenitore" di cartoni animati. Gli eroi di cartone assunse un'impostazione parzialmente storica, trasformandosi in una vera e propria rassegna del cinema d'animazione; proponendo cartoni conosciuti e inediti, a partire da Asterix, Spider-Man, Charlie Brown e  Topo Ignazio, fino a Braccio di Ferro dei fratelli Fleischer trasmesso con il doppiaggio originale. Furono introdotti autori come Winsor McCay e Władysław Starewicz e fu dato spazio anche alle forme più "sperimentali" ed astruse. Una puntata fu dedicata a Norman McLaren, pioniere dell'animazione disegnata direttamente su pellicola.